# Brasil nos Jogos Olímpicos de Inverno de 2014
O Brasil participou dos Jogos Olímpicos de Inverno de 2014, realizados em Sóchi, na Rússia. Foi a sétima aparição consecutiva do país em Olimpíadas de Inverno.
Pela primeira vez na história, o Brasil classificou um atleta na patinação artística, com Isadora Williams ocupando a vaga. Dois outros esportes (esqui alpino e esqui cross-country) também tiveram dois representantes. Isabel Clark Ribeiro confirmou mais uma vez a vaga no snowboard, e no bobsleigh classificaram-se duas equipes através do ranking: duplas femininas e equipe de quatro masculino.
O objetivo do Comitê Olímpico Brasileiro era bater o número de atletas brasileiros participando dos Jogos Olímpicos de Inverno de 2002, em Salt Lake City, nos Estados Unidos. Naquela edição, a delegação nacional foi composta por 10 atletas. Com a classificação de Jaqueline Mourão no biatlo, e de Josi Santos no esqui estilo livre, o país teve 13 atletas participando em 7 esportes, superando a meta inicial e estabelecendo a maior delegação do Brasil em uma edição de Olimpíadas de Inverno.

## Desempenho

### Biatlo
Feminino
| Atleta           | Evento     | Final   | Final       | Final   |
| Atleta           | Evento     | Tempo   | Penalidades | Posição |
| ---------------- | ---------- | ------- | ----------- | ------- |
| Jaqueline Mourão | Velocidade | 25:06.4 | 1 (0+1)     | 77º     |
| Jaqueline Mourão | Individual | 57:22.6 | 7 (1+2+3+1) | 76º     |

### Bobsleigh
Feminino
| Atleta                            | Evento | Final      | Final      | Final      | Final      | Final   | Final |
| Atleta                            | Evento | 1ª descida | 2ª descida | 3ª descida | 4ª descida | Total   | Pos.  |
| --------------------------------- | ------ | ---------- | ---------- | ---------- | ---------- | ------- | ----- |
| Fabiana dos Santos Sally da Silva | Duplas | 59.57      | 1:00.45    | 1:00.73    | 1:01.20    | 4:01.95 | 19º   |

Masculino
| Atleta                                                               | Evento  | Final      | Final      | Final      | Final       | Final   | Final |
| Atleta                                                               | Evento  | 1ª descida | 2ª descida | 3ª descida | 4ª descida  | Total   | Pos.  |
| -------------------------------------------------------------------- | ------- | ---------- | ---------- | ---------- | ----------- | ------- | ----- |
| Edson Bindilatti Fábio Gonçalves Silva Edson Martins Odirlei Pessoni | Equipes | 56.86      | 56.74      | 57.11      | Não avançou | 2:50.71 | 29º   |

### Esqui alpino
Feminino
| Atleta         | Evento         | 1ª descida | 2ª descida | Total   | Pos. |
| -------------- | -------------- | ---------- | ---------- | ------- | ---- |
| Maya Harrisson | Slalom         | 1:04.88    | 1:03.45    | 2:08.33 | 39º  |
| Maya Harrisson | Slalom gigante | 1:30.31    | 1:31.55    | 3:01.86 | 54º  |

Masculino
| Atleta          | Evento         | 1ª descida | 2ª descida | Total   | Pos. |
| --------------- | -------------- | ---------- | ---------- | ------- | ---- |
| Jhonatan Longhi | Slalom         | 59.24      | DSQ        | DSQ     | DSQ  |
| Jhonatan Longhi | Slalom gigante | 1:33.03    | 1:33.69    | 3:06.72 | 58º  |

### Esqui cross-country
Feminino
| Atleta           | Evento     | Qualificatória | Qualificatória | Quartas-de-final | Quartas-de-final | Semifinal   | Semifinal   | Final       | Final       |
| Atleta           | Evento     | Tempo          | Pos.           | Tempo            | Pos.             | Tempo       | Pos.        | Tempo       | Pos.        |
| ---------------- | ---------- | -------------- | -------------- | ---------------- | ---------------- | ----------- | ----------- | ----------- | ----------- |
| Jaqueline Mourão | Velocidade | 3:02.83        | 65º            | Não avançou      | Não avançou      | Não avançou | Não avançou | Não avançou | Não avançou |

Masculino
| Atleta         | Evento     | Qualificatória | Qualificatória | Quartas-de-final | Quartas-de-final | Semifinal   | Semifinal   | Final       | Final       |
| Atleta         | Evento     | Tempo          | Pos.           | Tempo            | Pos.             | Tempo       | Pos.        | Tempo       | Pos.        |
| -------------- | ---------- | -------------- | -------------- | ---------------- | ---------------- | ----------- | ----------- | ----------- | ----------- |
| Leandro Ribela | Velocidade | 4:21.12        | 80º            | Não avançou      | Não avançou      | Não avançou | Não avançou | Não avançou | Não avançou |

### Esqui estilo livre
Feminino
| Atleta      | Evento  | Qualificação 1 | Qualificação 1 | Qualificação 2 | Qualificação 2 | Final       | Final       | Final       | Final       | Final       | Final |
| Atleta      | Evento  | Qualificação 1 | Qualificação 1 | Qualificação 2 | Qualificação 2 | Salto 1     | Salto 1     | Salto 2     | Salto 2     | Total       | Total |
| Atleta      | Evento  | Pontos         | Pos.           | Pontos         | Pos.           | Pontos      | Pos.        | Pontos      | Pos.        | Pontos      | Pos.  |
| ----------- | ------- | -------------- | -------------- | -------------- | -------------- | ----------- | ----------- | ----------- | ----------- | ----------- | ----- |
| Josi Santos | Aerials | 49.60          | 20º            | 48.17          | 16º            | Não avançou | Não avançou | Não avançou | Não avançou | Não avançou | 22º   |

### Patinação artística
| Atleta           | Evento              | Programa curto | Programa curto | Programa longo | Programa longo | Total       | Total       |
| Atleta           | Evento              | Pontos         | Pos.           | Pontos         | Pos.           | Pontos      | Pos.        |
| ---------------- | ------------------- | -------------- | -------------- | -------------- | -------------- | ----------- | ----------- |
| Isadora Williams | Individual feminino | 40.37          | 30º            | Não avançou    | Não avançou    | Não avançou | Não avançou |

### Snowboard
Feminino
| Atleta               | Evento          | Preliminar | Preliminar | Quartas | Semifinal   | Final       | Final |
| Atleta               | Evento          | Tempo      | Pos.       | Posição | Posição     | Posição     | Pos.  |
| -------------------- | --------------- | ---------- | ---------- | ------- | ----------- | ----------- | ----- |
| Isabel Clark Ribeiro | Snowboard cross | 1:24.31    | 12ª        | 4ª      | Não avançou | Não avançou | 14ª   |

Legenda
| Recorde mundial      | Recorde mundial (World record)               |                       | Recorde africano                      | Recorde africano (African) |                                           | Q | Classificado por posição (Qualified) |
| Recorde olímpico     | Recorde olímpico (Olympic record)            | Recorde da América    | Recorde da América (Americas)         | q                          | Classificado por melhor tempo (Qualified) |   |                                      |
| Melhor marca do ano  | Melhor marca do ano (World leading)          | Recorde asiático      | Recorde asiático (Asian)              | DNS                        | Não largou (Did not start)                |   |                                      |
| Recorde nacional     | Recorde nacional (National record)           | Recorde europeu       | Recorde europeu (European)            | DNF                        | Não terminou (Did not finish)             |   |                                      |
| Recorde pessoal      | Recorde pessoal do atleta (Personal best)    | Recorde da Oceania    | Recorde da Oceania (Oceania)          | DSQ / DQ                   | Desclassificado (Disqualified)            |   |                                      |
| Recorde da temporada | Recorde da temporada do atleta (Season best) | Recorde sul-americano | Recorde sul-americano (South America) | NM                         | Sem marca (No mark)                       |   |                                      |